# Havlíčkova vila
Havlíčkova vila je historizující vila z počátku 20. století v Břeclavi-Poštorné.

## Historie
Dům byl vybudován v roce 1902 (1908–09) a jeho investorem byl kníže Jan II. z Lichtenštejna. Návrh zpracoval lichtenštejnský dvorní architekt Karel Weinbrenner ve stylu saské neorenesance. Po roce 1920 vilu krátce vlastnily Poštorenské keramické závody. V roce 1924 ji koupil Rudolf Havlíček, obchodník s vínem a syn poštorenského starosty Aloise Havlíčka. Rudolf Havlíček ale nebyl schopen finanční závazky splácet a v roce 1934 vila připadla bance. V roce 1948 byla znárodněna a od roku 1950 fungovala ve vlastnictví okresního národního výboru Břeclav jako zdravotní středisko, a to až do roku 2010. Myšlenka rozdělit ji na menší byty, případně v ní provozovat domov pro seniory, nebyla uskutečněna. V roce 2021 začala být vila podle návrhu architektky Heleny Dařbujánové rekonstruována a po rekonstrukci je přístupna veřejnosti jako kulturní centrum.
Vila byla kulturní památkou od roku 1958, památková ochrana ale byla v roce 1987 zrušena.

## Architektura

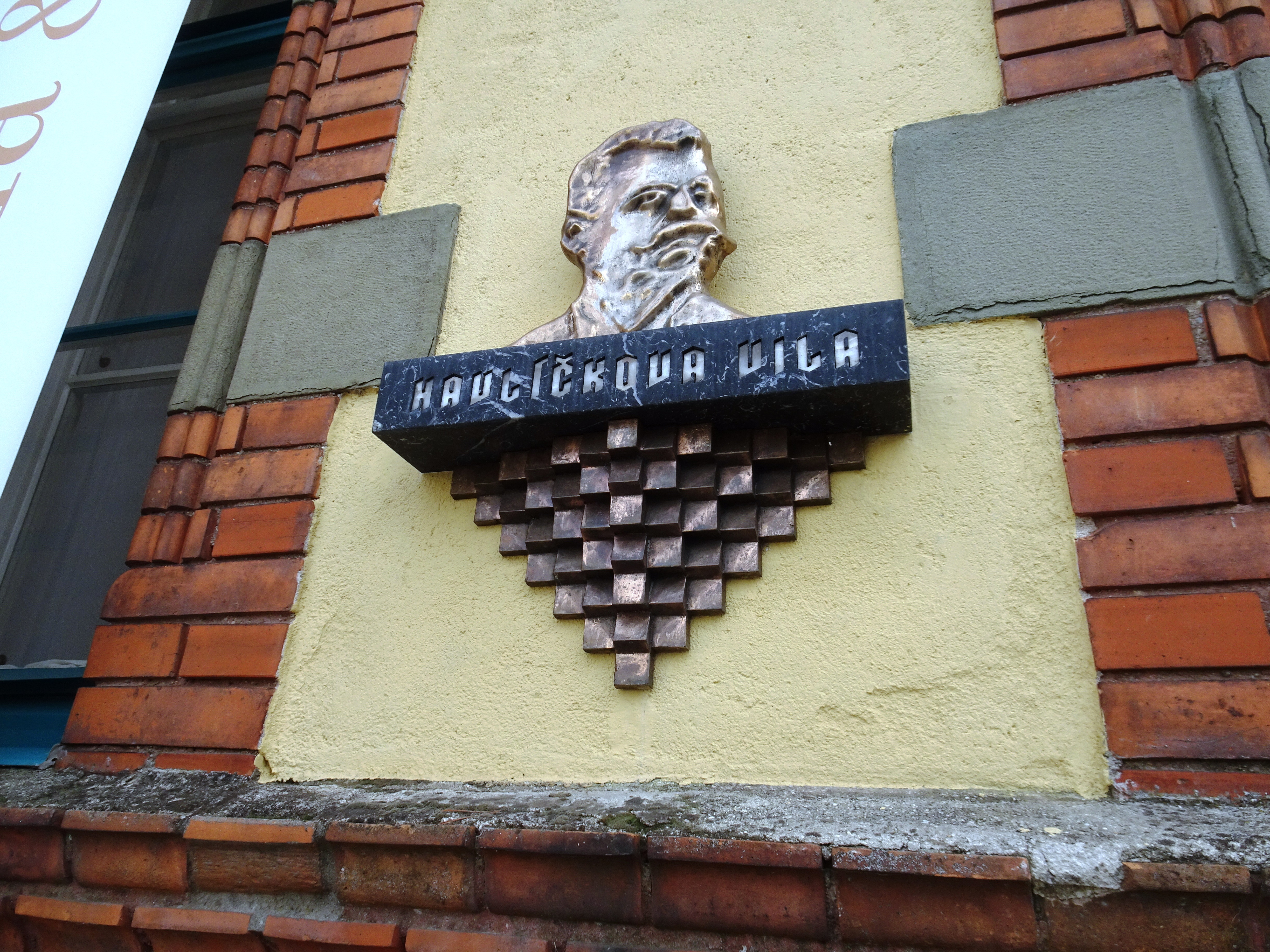
Pamětní plaketa Aloise Havlíčka

Jedná se o dvoupodlažní, samostatně stojící budovu na členitém půdorysu. Podezdívka zakončená kordonovou římsou je z režných cihel, z keramického režného obkladu jsou i bosovaná nároží. Jinak jsou fasády provedeny v hladké omítce. V uličním průčelí je vpravo umístěn půlkruhově zaklenutý hlavní vstup s dřevěnými zdobenými dveřmi. Z levé části pak vystupuje mohutný rizalit, který je z boku trojosý. V něm je v průčelí okno v patře ozdobeno půlkruhovou suprafenestrou a štít nese pilířky s čučky. V levém bočním průčelí je umístěn podobný rizalit se štítem s čučky. K pravému bočnímu průčelí se připojuje přízemní přístavek. V zahradním průčelí je umístěn další vstup, opět půlkruhově zaklenutý. Střecha je sedlová, nad přístavky zvalbená. Keramická střešní krytina i keramické prvky fasád pocházejí z místních keramických závodů a některé se zachovaly v původní verzi. Zajímavým prvkem interiéru je jednoramenné arkádové schodiště.
U vstupních dveří je umístěna pamětní plaketa starosty Aloise Havlíčka, jehož jméno vila nese.